# Kebab kapcsolat
A Kebab kapcsolat (eredeti cím: Kebab Connection)  2005-ben bemutatott török-német romantikus vígjáték Anno Saul rendezésében.
Magyarországon 2006. június 29-én mutatták be a mozikban.

## Cselekménye
Hamburg napjainkban.
Ibo fiatal török származású férfi, aki szeretne filmrendező lenni és leforgatni az első német kungfufilmet. Egyelőre azonban be kell érnie egy házi használatra szánt reklámfilm forgatásával, amit nagybátyja hagyományos török ételeket kínáló étterme, a „King of Kebab” részére készít. Ebben a nagybátyja és a szakács mellett Ibo német barátnője, Titzi is szerepel, aki színésznő szeretne lenni és ehhez szabadidejében Shakespeare darabokat, köztük a Rómeó és Júlia és szonettek szövegét gyakorolja.
Nagybátyja nagyon rossznak tartja a reklámot, amit egy próbavetítésen együtt megnéznek, és elzavarja Ibót. Ibót bántja a dolog, mert három havi munkája fekszik a filmben, amiben két török késsel hadakozik egymással, majd egyikük feje lerepül. Nagybátyja emiatt túl véresnek és erőszakosnak tartja a filmet. Megenyhül azonban, amikor a moziból kitóduló nézősereg egyenesen az éttermébe tódul és sokan dupla dönert rendelnek, amit a reklámban láttak.
A történet alapkonfliktusa, amikor Titzi közli Ibóval, hogy terhes, Ibo pedig egyáltalán nem lelkes, mert még nem akar apa lenni. Ibo apja dühös, hogy a fia német lányt ejtett teherbe, Ibo kishúgának azonban tetszik, hogy nagynéni lesz. Az apa kitagadja a fiát, Ibo elhurcolkodik otthonról. Titzi komolyan megharagszik Ibóra, amikor a próbaképpen és időben beszerzett gyerekkocsit elveszíti (tévedésből egy ugyanolyan gyerekkocsit kezd el tologatni, amiben egy gyerek van).
További konfliktust jelent, hogy az étteremmel szemben egy görög étterem van, ahová egy alkalommal becsábítják Ibót azzal, hogy rendezzen nekik is reklámfilmet, hogy beinduljon a forgalom (a tulajdonos által készített unalmas reklámot kifütyülik a mozinézők és az étterem kong az ürességtől), éppen akkor, amikor Ibo nagybátyjának születésnapját tartják. Ibo át akar menni hozzájuk, de annyira részeg, hogy a csukott ablakon keresztül megy ki, majd amikor a török étteremből kimennek a vendégek az üvegcsörömpölésre, Ibo elhányja magát.
Van egy háromtagú banda, akik rendszeresen a török étteremben esznek, de nem fizetnek, sőt, zsarolják a tulajdonost.
Időközben Titzi sikeresen felvételizik a színművészeti főiskolára, terhessége ellenére (bár megpróbálják rábeszélni, hogy évek múlva jelentkezzen inkább). Amikor kijön az épületből, szülési fájdalmak törnek rá. Szerencsére Ibo taxis apja észreveszi, és beszállítja a kórházba, ahová nem sokkal később Ibo is megérkezik. Megszületik kislányuk és kibékülnek egymással. Ibo apja is elfogadja, hogy a fia apa lett.
Késői esküvőjüket az étteremben tartják, ahol jó a hangulat a háromtagú banda megérkezéséig, akik összeverekszenek a vendégekkel, de kiderül, hogy csak egy újabb reklámfilmről van szó.

## Szereposztás
- Denis Moschitto – Ibo
- Nora Tschirner – Titzi, Ibo barátnője
- Emanuel Bettencourt – Sifu
- Hasan Ali Mete – Ahmet nagybácsi
- Kida Ramadan – Özgür
- Paul Fassnacht – filmproducer
- Nursel Köse – Ibo anyja
- Romina Fütterer – Ayla, Ibo húga
- Güven Kiraç – Mehmet, Ibo apja
- Artemio Tensuan – Bruce Lee
- Marion Martienzen – Marion, Titzi anyja
- Phillip José Steinfatt – gengszter 1.
- Thai Minh Le – gengszter 2.
- Hans Peter Figueroa – gengszter 3.
- Sibel Kekilli – olasz anya (akinek ugyanolyan gyerekkocsija van, mint amit Titzi vesz)

Kisebb szerepekben látható Adnan Maral és a sikeres vígjátékokban játszó Nursel Köse.

## Fogadtatás
A filmet a különféle német lapok kritikusai egyöntetűen pozitívan fogadták.[forrás?]

## Díjak, jelölések
Elnyert díj:
- 2005, Ljubljanai Nemzetközi Filmfesztivál, „a nézők díja” – Anno Saul

Jelölések:
- 2005, Német kameradíj, „játékfilm” kategória – Hannes Hubach
- 2005, Német kameradíj,  „játékfilm” kategória, „kiemelkedő vágás” – Tobias Haas

## Forgatási helyszínek

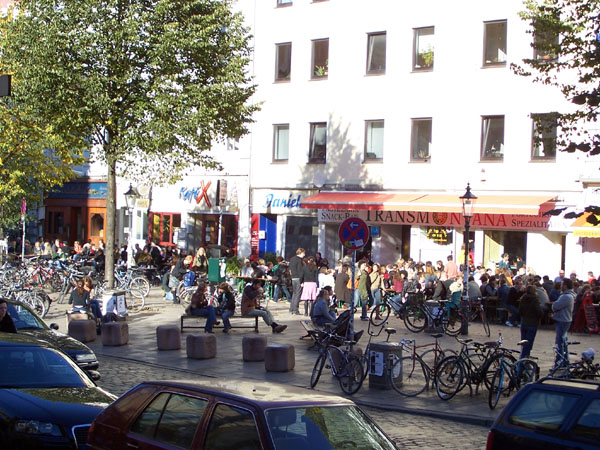
A film forgatási helyszíne, a hamburgi Schanzen-negyed

A filmet Hamburg multikulturális Schanze  negyedében forgatták.

## Érdekesség
- „Ibo” az „Ibrahim” név becézése.
- „Titzi” a Patricia név becézése.
- A filmben Ibo apját játszó török színész, Güven Kıraç a szerepében és a valóságban sem beszél németül, ezért a német szöveget kiejtés szerint leírták neki, és abból tanulta meg.

## Fordítás
Ez a szócikk részben vagy egészben  a   Kebab Connection című német Wikipédia-szócikk fordításán alapul.  Az eredeti cikk szerkesztőit annak laptörténete sorolja fel. Ez a jelzés csupán a megfogalmazás eredetét és a szerzői jogokat jelzi, nem szolgál a cikkben szereplő információk forrásmegjelöléseként.